# Позельгер, Генрих
Ге́нрих Позельгер (нем. Heinrich Poselger 25 декабря 1818 — 4 октября 1883) — немецкий химик и ботаник, собиратель и коллекционер растений, специализировался на изучении суккулентных растений.
С 1849 по 1851 год участвовал в обследовании границы между Соединёнными Штатами и Мексикой, путешествуя вдоль американо-мексиканской границы он собирал растения, прежде всего кактусы. Собранные им коллекции кактусов были отправлены в гербарий, расположенный в Йене. Проживая в Берлине, он владел обширной коллекцией кактусов и других суккулентов.
Известен как автор названий многих ботанических таксонов из семейства кактусовых.
Опубликован ряд названий видов кактусов, носящих его имя, например:
Echinocactus poselgerianus A.Dietr.=Coryphantha poselgeriana (A.Dietr.) Britton & Rose,
Mammillaria poselgeri Hildm.=Cochemiea poselgeri (Hildm.) Britton & Rose,
Echinocereus poselgeri Lem.,
Agave poselgeri Salm-Dyck.